# Sojuz T-2
Salut 6 EP-6 (kod wywoławczy «Юпитер» - Jowisz) – szósta, krótkotrwała misja na Saluta 6. Była dziesiątą udaną załogową misją na tę stację.

## Załoga

### Start
- Jurij Małyszew (1) dowódca – ZSRR
- Władimir Aksionow (2) inżynier pokładowy – ZSRR

### Dublerzy
- Leonid Kizim (1) – ZSRR
- Oleg Makarow (4) – ZSRR

### Lądowanie
- Jurij Małyszew (1) – ZSRR
- Władimir Aksionow (2) – ZSRR

## Przebieg misji
Podczas lotu Sojuza T-2 po raz pierwszy wykorzystano załogową wersję nowego statku kosmicznego typu Sojuz-T. Wersje bezzałogowe tego pojazdu były testowane w latach 1974-1979. Oficjalne były to satelity serii Kosmos o numerach 670, 772, 869, 1001 i 1074. Ostatnim testem był lot statku Sojuz T-1, który przycumował do stacji Salut 6 w grudniu 1979. Celem tej misji było przetestowanie możliwości nowej, zmodyfikowanej wersji Sojuza. Podczas podejścia do dokowania ze stacją system komputerowy Argon popełnił błąd i załoga musiała wykonać manewr ręcznie. Podczas krótkiego pobytu na pokładzie stacji orbitalnej kosmonauci pracowali wspólnie z członkami stałej załogi – Walerijem Riuminem oraz Leonidem Popowem. W ciągu 3 dni połączenia z kompleksem orbitalnym wykonali badania geofizyczne, technologiczne i medyczno-biologiczne oraz sprawdzili systemy pokładowe swego statku. W celu uzyskania danych potrzebnych do rozwiązania problemów meteorologii i optyki atmosfery kosmonauci przeprowadzili doświadczenie „Refrakcja”. Eksperyment polegał na obserwacji i fotografowaniu kształtu wschodzącego i zachodzącego Słońca na różnych jego wysokościach ponad widnokręgiem.